# Interlands Servisch voetbalelftal 2006-2009
Deze pagina toont een chronologisch en gedetailleerd overzicht van de interlands die het Servisch voetbalelftal speelde in de periode 2006 – 2009, na de erkenning door de FIFA als zelfstandigde voetbalnatie en de ontmanteling van Servië en Montenegro.

## Interlands

### 2006
|                                                                      |                 |       |                                                              | |
| 16 augustus Vriendschappelijk № 642 «onderlinge duels» 20:15 (UTC+2) | Tsjechië        | 1 – 3 | Servië                                                       | Mestsky fotbalovy stadion, Uherské Hradiště Toeschouwers: 8.047 Scheidsrechter: Dietmar Drabek (AUT) |
| 16 augustus Vriendschappelijk № 642 «onderlinge duels» 20:15 (UTC+2) | Jiří Štajner 3' |       | 41' Danko Lazović 54' Marko Pantelić 72' Aleksandar Trišović | Mestsky fotbalovy stadion, Uherské Hradiště Toeschouwers: 8.047 Scheidsrechter: Dietmar Drabek (AUT) |

|                                                                         |                  |       |              |                                                                                    |
| 2 september EK 2008 kwalificatie № 643 «onderlinge duels» 20:15 (UTC+2) | Servië           | 1 – 0 | Azerbeidzjan | Rode Sterstadion, Belgrado Toeschouwers: 27.500 Scheidsrechter: Knut Kircher (GER) |
| 2 september EK 2008 kwalificatie № 643 «onderlinge duels» 20:15 (UTC+2) | Nikola Žigić 72' |       |              | Rode Sterstadion, Belgrado Toeschouwers: 27.500 Scheidsrechter: Knut Kircher (GER) |

|                                                                         |                       |       |                   |                                                                                         |
| 6 september EK 2008 kwalificatie № 644 «onderlinge duels» 20:30 (UTC+2) | Polen                 | 1 – 1 | Servië            | Wojska Polskiegostadion, Warschau Toeschouwers: 6.500 Scheidsrechter: Graham Poll (ENG) |
| 6 september EK 2008 kwalificatie № 644 «onderlinge duels» 20:30 (UTC+2) | Radosław Matusiak 30' |       | 71' Danko Lazović | Wojska Polskiegostadion, Warschau Toeschouwers: 6.500 Scheidsrechter: Graham Poll (ENG) |

|                                                                       |                  |       |        |                                                                                        |
| 7 oktober EK 2008 kwalificatie № 645 «onderlinge duels» 20:15 (UTC+2) | Servië           | 1 – 0 | België | Rode Sterstadion, Belgrado Toeschouwers: 30.000 Scheidsrechter: Domenico Messina (ITA) |
| 7 oktober EK 2008 kwalificatie № 645 «onderlinge duels» 20:15 (UTC+2) | Nikola Žigić 54' |       |        | Rode Sterstadion, Belgrado Toeschouwers: 30.000 Scheidsrechter: Domenico Messina (ITA) |

|                                                                        |                                                               |       |         |                                                                                           |
| 11 oktober EK 2008 kwalificatie № 646 «onderlinge duels» 20:15 (UTC+2) | Servië                                                        | 3 – 0 | Armenië | Rode Sterstadion, Belgrado Toeschouwers: 20.000 Scheidsrechter: Georgios Kasnaferis (GRE) |
| 11 oktober EK 2008 kwalificatie № 646 «onderlinge duels» 20:15 (UTC+2) | Dejan Stanković 54' (pen.) Danko Lazović 62' Nikola Žigić 90' |       |         | Rode Sterstadion, Belgrado Toeschouwers: 20.000 Scheidsrechter: Georgios Kasnaferis (GRE) |

|                                                                      |                  |       |                |                                                                                           |
| 15 november Vriendschappelijk № 647 «onderlinge duels» 20:15 (UTC+1) | Servië           | 1 – 1 | Noorwegen      | Rode Sterstadion, Belgrado Toeschouwers: 20.000 Scheidsrechter: Georgios Kasnaferis (GRE) |
| 15 november Vriendschappelijk № 647 «onderlinge duels» 20:15 (UTC+1) | Nemanja Vidić 6' |       | 22' John Carew | Rode Sterstadion, Belgrado Toeschouwers: 20.000 Scheidsrechter: Georgios Kasnaferis (GRE) |

### 2007
|                                                                      |                                                  |       |                  |                                                                                    |
| 24 maart EK 2008 kwalificatie № 648 «onderlinge duels» 19:00 (UTC+6) | Kazachstan                                       | 2 – 1 | Servië           | Centraalstadion, Almaty Toeschouwers: 15.000 Scheidsrechter: Vladimír Hriňák (SVK) |
| 24 maart EK 2008 kwalificatie № 648 «onderlinge duels» 19:00 (UTC+6) | Kajrat Asjirbekov 47' Noerbol Zjoemaskaliyev 61' |       | 68' Nikola Žigić | Centraalstadion, Almaty Toeschouwers: 15.000 Scheidsrechter: Vladimír Hriňák (SVK) |

|                                                                      |                    |       |          |                                                                                      |
| 28 maart EK 2008 kwalificatie № 649 «onderlinge duels» 20:30 (UTC+2) | Servië             | 1 – 1 | Portugal | Rode Sterstadion, Belgrado Toeschouwers: 40.000 Scheidsrechter: Bertrand Layec (FRA) |
| 28 maart EK 2008 kwalificatie № 649 «onderlinge duels» 20:30 (UTC+2) | Boško Janković 37' |       | 5' Tiago | Rode Sterstadion, Belgrado Toeschouwers: 40.000 Scheidsrechter: Bertrand Layec (FRA) |

|                                                                    |         |                                       |        |                                                                                            |
| 2 juni EK 2008 kwalificatie № 650 «onderlinge duels» 18:15 (UTC+3) | Finland | 0 – 2                                 | Servië | Olympiastadion, Helsinki Toeschouwers: 33.615 Scheidsrechter: Manuel Mejuto González (ESP) |
| 2 juni EK 2008 kwalificatie № 650 «onderlinge duels» 18:15 (UTC+3) |         | 3' Boško Janković 86' Milan Jovanović |        | Olympiastadion, Helsinki Toeschouwers: 33.615 Scheidsrechter: Manuel Mejuto González (ESP) |

|                                                                         |                                                        |       |                                               |                                                                                         |
| 22 augustus EK 2008 kwalificatie № 651 «onderlinge duels» 20:45 (UTC+2) | België                                                 | 3 – 2 | Servië                                        | Koning Boudewijnstadion, Brussel Toeschouwers: 19.202 Scheidsrechter: Terje Hauge (NOR) |
| 22 augustus EK 2008 kwalificatie № 651 «onderlinge duels» 20:45 (UTC+2) | Mousa Dembélé 10' Kevin Mirallas 30' Mousa Dembélé 88' |       | 73' Zdravko Kuzmanović 90' Zdravko Kuzmanović | Koning Boudewijnstadion, Brussel Toeschouwers: 19.202 Scheidsrechter: Terje Hauge (NOR) |

|                                                                         |        |       |         |                                                                                      |
| 8 september EK 2008 kwalificatie № 652 «onderlinge duels» 20:15 (UTC+2) | Servië | 0 – 0 | Finland | Rode Sterstadion, Belgrado Toeschouwers: 15.000 Scheidsrechter: Eric Braamhaar (NED) |
| 8 september EK 2008 kwalificatie № 652 «onderlinge duels» 20:15 (UTC+2) |        |       |         | Rode Sterstadion, Belgrado Toeschouwers: 15.000 Scheidsrechter: Eric Braamhaar (NED) |

|                                                                          |           |       |                        |                                                                                        |
| 12 september EK 2008 kwalificatie № 653 «onderlinge duels» 22:00 (UTC+1) | Portugal  | 1 – 1 | Servië                 | Estádio José Alvalade, Lissabon Toeschouwers: 53.000 Scheidsrechter: Markus Merk (GER) |
| 12 september EK 2008 kwalificatie № 653 «onderlinge duels» 22:00 (UTC+1) | Simão 11' |       | 88' Branislav Ivanović | Estádio José Alvalade, Lissabon Toeschouwers: 53.000 Scheidsrechter: Markus Merk (GER) |

|                                                                        |         |       |        |                                                                                        |
| 13 oktober EK 2008 kwalificatie № 654 «onderlinge duels» 17:00 (UTC+5) | Armenië | 0 – 0 | Servië | Hrazdan Stadion, Jerevan Toeschouwers: 10.000 Scheidsrechter: Stefan Johannesson (SWE) |
| 13 oktober EK 2008 kwalificatie № 654 «onderlinge duels» 17:00 (UTC+5) |         |       |        | Hrazdan Stadion, Jerevan Toeschouwers: 10.000 Scheidsrechter: Stefan Johannesson (SWE) |

|                                                                        |                  |       | |                                                                                           |
| 17 oktober EK 2008 kwalificatie № 655 «onderlinge duels» 18:00 (UTC+5) | Azerbeidzjan     | 1 – 6 | Servië | Tofikh Bakhramovstadion, Bakoe Toeschouwers: 9.000 Scheidsrechter: Thomas Einwaller (AUT) |
| 17 oktober EK 2008 kwalificatie № 655 «onderlinge duels» 18:00 (UTC+5) | Samir Aliyev 26' |       | 4' Zoran Tošić 22' Nikola Žigić 41' Boško Janković 42' Nikola Žigić 75' Milan Smiljanić 84' Danko Lazović | Tofikh Bakhramovstadion, Bakoe Toeschouwers: 9.000 Scheidsrechter: Thomas Einwaller (AUT) |

|                                                                         |                                    |       |                                          |                                                                                      |
| 21 november EK 2008 kwalificatie № 656 «onderlinge duels» 20:45 (UTC+1) | Servië                             | 2 – 2 | Polen                                    | Rode Sterstadion, Belgrado Toeschouwers: 5.000 Scheidsrechter: Massimo Busacca (SUI) |
| 21 november EK 2008 kwalificatie № 656 «onderlinge duels» 20:45 (UTC+1) | Nikola Žigić 69' Danko Lazović 71' |       | 28' Rafał Murawski 47' Radosław Matusiak | Rode Sterstadion, Belgrado Toeschouwers: 5.000 Scheidsrechter: Massimo Busacca (SUI) |

|                                                                         |                             |       |            |                                                                                  |
| 24 november EK 2008 kwalificatie № 657 «onderlinge duels» 18:00 (UTC+1) | Servië                      | 1 – 0 | Kazachstan | Partizanstadion, Belgrado Toeschouwers: 400 Scheidsrechter: Kyros Vassaras (GRE) |
| 24 november EK 2008 kwalificatie № 657 «onderlinge duels» 18:00 (UTC+1) | Sergej Ostapenko 79' (e.d.) |       |            | Partizanstadion, Belgrado Toeschouwers: 400 Scheidsrechter: Kyros Vassaras (GRE) |

### 2008
|                                                                     |                     |       |                   |                                                                                    |
| 6 februari Vriendschappelijk № 658 «onderlinge duels» 17:00 (UTC+1) | Macedonië           | 1 – 1 | Servië            | Gradskistadion, Skopje Toeschouwers: 10.000 Scheidsrechter: Tsvetan Georgiev (BUL) |
| 6 februari Vriendschappelijk № 658 «onderlinge duels» 17:00 (UTC+1) | Nikolče Noveski 58' |       | 43' Danko Lazović | Gradskistadion, Skopje Toeschouwers: 10.000 Scheidsrechter: Tsvetan Georgiev (BUL) |

|                                                                   |                                             |       |        |                                                                                       |
| 26 maart Vriendschappelijk № 659 «onderlinge duels» 18:00 (UTC+2) | Oekraïne                                    | 2 – 0 | Servië | Valeri Lobanovskystadion, Kiev Toeschouwers: 8.000 Scheidsrechter: Roman Lajuks (LAT) |
| 26 maart Vriendschappelijk № 659 «onderlinge duels» 18:00 (UTC+2) | Andrij Sjevtsjenko 54' Serhij Nazarenko 57' |       |        | Valeri Lobanovskystadion, Kiev Toeschouwers: 8.000 Scheidsrechter: Roman Lajuks (LAT) |

|                                                                 |                |       |                    |                                                                           |
| 24 mei Vriendschappelijk № 660 «onderlinge duels» 19:45 (UTC+1) | Ierland        | 1 – 1 | Servië             | Croke Park, Dublin Toeschouwers: 50.000 Scheidsrechter: Simon Evans (WAL) |
| 24 mei Vriendschappelijk № 660 «onderlinge duels» 19:45 (UTC+1) | Andy Keogh 90' |       | 75' Marko Pantelić | Croke Park, Dublin Toeschouwers: 50.000 Scheidsrechter: Simon Evans (WAL) |

|                                                                 |                                               |       |                    |                                                                                   |
| 28 mei Vriendschappelijk № 661 «onderlinge duels» 19:00 (UTC+2) | Rusland                                       | 2 – 1 | Servië             | Wacker-Arena, Burghausen Toeschouwers: 4.030 Scheidsrechter: Wolfgang Stark (GER) |
| 28 mei Vriendschappelijk № 661 «onderlinge duels» 19:00 (UTC+2) | Pavel Pogrebnjak 12' Roman Pavljoetsjenko 48' |       | 40' Marko Pantelić | Wacker-Arena, Burghausen Toeschouwers: 4.030 Scheidsrechter: Wolfgang Stark (GER) |

|                                                                 |                                         |       |                    |                                                                                       |
| 31 mei Vriendschappelijk № 662 «onderlinge duels» 17:30 (UTC+2) | Duitsland                               | 2 – 1 | Servië             | Veltins-Arena, Gelsenkirchen Toeschouwers: 53.354 Scheidsrechter: Fredy Fautrel (FRA) |
| 31 mei Vriendschappelijk № 662 «onderlinge duels» 17:30 (UTC+2) | Oliver Neuville 74' Michael Ballack 83' |       | 18' Boško Janković | Veltins-Arena, Gelsenkirchen Toeschouwers: 53.354 Scheidsrechter: Fredy Fautrel (FRA) |

|                                                                         |                                          |       |         |                                                                                        |
| 6 september WK 2010 kwalificatie № 663 «onderlinge duels» 20:15 (UTC+2) | Servië                                   | 2 – 0 | Faeröer | Rode Sterstadion, Belgrado Toeschouwers: 9.615 Scheidsrechter: Aleksej Nikolajev (RUS) |
| 6 september WK 2010 kwalificatie № 663 «onderlinge duels» 20:15 (UTC+2) | Jón Jacobsen 30' (e.d.) Nikola Žigić 88' |       |         | Rode Sterstadion, Belgrado Toeschouwers: 9.615 Scheidsrechter: Aleksej Nikolajev (RUS) |

|                                                                          |                                      |       |                        |                                                                                         |
| 10 september WK 2010 kwalificatie № 664 «onderlinge duels» 20:00 (UTC+2) | Frankrijk                            | 2 – 1 | Servië                 | Stade de France, Parijs Toeschouwers: 53.027 Scheidsrechter: Olegário Benquerença (POR) |
| 10 september WK 2010 kwalificatie № 664 «onderlinge duels» 20:00 (UTC+2) | Thierry Henry 53' Nicolas Anelka 63' |       | 75' Branislav Ivanović | Stade de France, Parijs Toeschouwers: 53.027 Scheidsrechter: Olegário Benquerença (POR) |

|                                                                        |                                                         |       |          |                                                                                              |
| 11 oktober WK 2010 kwalificatie № 665 «onderlinge duels» 20:15 (UTC+2) | Servië                                                  | 3 – 0 | Litouwen | Rode Sterstadion, Belgrado Toeschouwers: 22.000 Scheidsrechter: Manuel Mejuto González (ESP) |
| 11 oktober WK 2010 kwalificatie № 665 «onderlinge duels» 20:15 (UTC+2) | Branislav Ivanović 6' Miloš Krasić 34' Nikola Žigić 82' |       |          | Rode Sterstadion, Belgrado Toeschouwers: 22.000 Scheidsrechter: Manuel Mejuto González (ESP) |

|                                                                        |                |       |                                                         |                                                                                  |
| 15 oktober WK 2010 kwalificatie № 666 «onderlinge duels» 20:30 (UTC+2) | Oostenrijk     | 1 – 3 | Servië                                                  | Ernst Happelstadion, Wenen Toeschouwers: 48.000 Scheidsrechter: Mike Riley (ENG) |
| 15 oktober WK 2010 kwalificatie № 666 «onderlinge duels» 20:30 (UTC+2) | Marc Janko 80' |       | 14' Miloš Krasić 18' Milan Jovanović 24' Ivan Obradović | Ernst Happelstadion, Wenen Toeschouwers: 48.000 Scheidsrechter: Mike Riley (ENG) |

|                                                                      | |       |                      |                                                                                  |
| 19 november Vriendschappelijk № 667 «onderlinge duels» 17:30 (UTC+1) | Servië | 6 – 1 | Bulgarije            | Partizanstadion, Belgrado Toeschouwers: 6.000 Scheidsrechter: Peter Sippel (GER) |
| 19 november Vriendschappelijk № 667 «onderlinge duels» 17:30 (UTC+1) | Milan Jovanović 9' Milan Jovanović 26' Savo Milošević 28' Savo Milošević 33' Nenad Milijaš 56' Danko Lazović 67' |       | 19' Blagoje Georgiev | Partizanstadion, Belgrado Toeschouwers: 6.000 Scheidsrechter: Peter Sippel (GER) |

|                                                                      |                   |       |        |                                                                                  |
| 14 december Vriendschappelijk № 668 «onderlinge duels» 15:00 (UTC+2) | Polen             | 1 – 0 | Servië | Sportcomplex Mardan, Kundu Toeschouwers: 100 Scheidsrechter: Selçuk Dereli (TUR) |
| 14 december Vriendschappelijk № 668 «onderlinge duels» 15:00 (UTC+2) | Rafał Boguski 53' |       |        | Sportcomplex Mardan, Kundu Toeschouwers: 100 Scheidsrechter: Selçuk Dereli (TUR) |

### 2009
|                                                                      |        |                                       |        |                                                                                |
| 10 februari Vriendschappelijk № 669 «onderlinge duels» 18:00 (UTC+2) | Cyprus | 0 – 2                                 | Servië | GSP-stadion, Nicosia Toeschouwers: 250 Scheidsrechter: Anastasios Kakkos (GRE) |
| 10 februari Vriendschappelijk № 669 «onderlinge duels» 18:00 (UTC+2) |        | 25' Milan Jovanović 42' Danko Lazović |        | GSP-stadion, Nicosia Toeschouwers: 250 Scheidsrechter: Anastasios Kakkos (GRE) |

|                                                                      |        |                      |          |                                                                               |
| 11 februari Vriendschappelijk № 670 «onderlinge duels» 18:00 (UTC+2) | Servië | 0 – 1                | Oekraïne | GSP-stadion, Nicosia Toeschouwers: 550 Scheidsrechter: Leontios Trattou (CYP) |
| 11 februari Vriendschappelijk № 670 «onderlinge duels» 18:00 (UTC+2) |        | 16' Serhij Nazarenko |          | GSP-stadion, Nicosia Toeschouwers: 550 Scheidsrechter: Leontios Trattou (CYP) |

|                                                                      |                                     |       |                                                                    |                                                                                             |
| 28 maart WK 2010 kwalificatie № 671 «onderlinge duels» 19:45 (UTC+2) | Roemenië                            | 2 – 3 | Servië                                                             | Gheorghe Hagistadion, Constanța Toeschouwers: 12.000 Scheidsrechter: Matteo Trefoloni (ITA) |
| 28 maart WK 2010 kwalificatie № 671 «onderlinge duels» 19:45 (UTC+2) | Ciprian Marica 50' Dorel Stoica 74' |       | 18' Milan Jovanović 44' (e.d.) Dorel Stoica 59' Branislav Ivanović | Gheorghe Hagistadion, Constanța Toeschouwers: 12.000 Scheidsrechter: Matteo Trefoloni (ITA) |

|                                                                  |                                    |       |        |                                                                                            |
| 1 april Vriendschappelijk № 672 «onderlinge duels» 20:15 (UTC+2) | Servië                             | 2 – 0 | Zweden | Partizanstadion, Belgrado Toeschouwers: 17.890 Scheidsrechter: Antonio Rubinos Pérez (ESP) |
| 1 april Vriendschappelijk № 672 «onderlinge duels» 20:15 (UTC+2) | Nikola Žigić 1' Boško Janković 82' |       |        | Partizanstadion, Belgrado Toeschouwers: 17.890 Scheidsrechter: Antonio Rubinos Pérez (ESP) |

|                                                                    |                         |       |            |                                                                                   |
| 6 juni WK 2010 kwalificatie № 673 «onderlinge duels» 20:30 (UTC+2) | Servië                  | 1 – 0 | Oostenrijk | Rode Sterstadion, Belgrado Toeschouwers: 50.000 Scheidsrechter: Pieter Vink (NED) |
| 6 juni WK 2010 kwalificatie № 673 «onderlinge duels» 20:30 (UTC+2) | Nenad Milijaš 7' (pen.) |       |            | Rode Sterstadion, Belgrado Toeschouwers: 50.000 Scheidsrechter: Pieter Vink (NED) |

|                                                                     |         |                                       |        |                                                                          |
| 10 juni WK 2010 kwalificatie № 674 «onderlinge duels» 20:15 (UTC+1) | Faeröer | 0 – 2                                 | Servië | Tórsvøllur, Tórshavn Toeschouwers: 2.896 Scheidsrechter: Meir Levi (ISR) |
| 10 juni WK 2010 kwalificatie № 674 «onderlinge duels» 20:15 (UTC+1) |         | 44' Milan Jovanović 69' Neven Subotić |        | Tórsvøllur, Tórshavn Toeschouwers: 2.896 Scheidsrechter: Meir Levi (ISR) |

|                                                                      |                    |       |                                                   |                                                                                       |
| 12 augustus Vriendschappelijk № 675 «onderlinge duels» 19:00 (UTC+2) | Zuid-Afrika        | 1 – 3 | Servië                                            | Super Stadium, Atteridgeville Toeschouwers: 10.000 Scheidsrechter: Eddy Maillet (SEY) |
| 12 augustus Vriendschappelijk № 675 «onderlinge duels» 19:00 (UTC+2) | Katlego Mphela 90' |       | 56' Zoran Tošić 68' Danko Lazović 77' Zoran Tošić | Super Stadium, Atteridgeville Toeschouwers: 10.000 Scheidsrechter: Eddy Maillet (SEY) |

|                                                                         |                          |       |                   |                                                                                       |
| 9 september WK 2010 kwalificatie № 676 «onderlinge duels» 21:00 (UTC+2) | Servië                   | 1 – 1 | Frankrijk         | Rode Sterstadion, Belgrado Toeschouwers: 49.456 Scheidsrechter: Roberto Rosetti (ITA) |
| 9 september WK 2010 kwalificatie № 676 «onderlinge duels» 21:00 (UTC+2) | Nenad Milijaš 12' (pen.) |       | 36' Thierry Henry | Rode Sterstadion, Belgrado Toeschouwers: 49.456 Scheidsrechter: Roberto Rosetti (ITA) |

|                                                                        | |       |          |                                                                                        |
| 10 oktober WK 2010 kwalificatie № 677 «onderlinge duels» 20:30 (UTC+2) | Servië                                                                                             | 5 – 0 | Roemenië | Rode Sterstadion, Belgrado Toeschouwers: 39.839 Scheidsrechter: Costas Kapitanis (CYP) |
| 10 oktober WK 2010 kwalificatie № 677 «onderlinge duels» 20:30 (UTC+2) | Nikola Žigić 36' Marko Pantelić 50' Zdravko Kuzmanović 77' Milan Jovanović 87' Milan Jovanović 90' |       |          | Rode Sterstadion, Belgrado Toeschouwers: 39.839 Scheidsrechter: Costas Kapitanis (CYP) |

|                                                                        |                                                             |       |                 |                                                                                              |
| 14 oktober WK 2010 kwalificatie № 678 «onderlinge duels» 20:00 (UTC+3) | Litouwen                                                    | 2 – 1 | Servië          | Marijampoles m. stadionas, Marijampolė Toeschouwers: 2.000 Scheidsrechter: Anton Genov (BUL) |
| 14 oktober WK 2010 kwalificatie № 678 «onderlinge duels» 20:00 (UTC+3) | Mindaugas Kalonas 20' (pen.) Marius Stankevičius 68' (pen.) |       | 59' Zoran Tošić | Marijampoles m. stadionas, Marijampolė Toeschouwers: 2.000 Scheidsrechter: Anton Genov (BUL) |

|                                                                    |               |                   |        |                                                                                   |
| 14 november Vriendschappelijk № 679 «onderlinge duels» 17:30 (UTC) | Noord-Ierland | 0 – 1             | Servië | Windsor Park, Belfast Toeschouwers: 13.500 Scheidsrechter: Albert Toussaint (LUX) |
| 14 november Vriendschappelijk № 679 «onderlinge duels» 17:30 (UTC) |               | 57' Danko Lazović |        | Windsor Park, Belfast Toeschouwers: 13.500 Scheidsrechter: Albert Toussaint (LUX) |

|                                                                    |            |                 |        |                                                                                 |
| 18 november Vriendschappelijk № 680 «onderlinge duels» 15:30 (UTC) | Zuid-Korea | 0 – 1           | Servië | Craven Cottage, Londen Toeschouwers: 8.000 Scheidsrechter: Stuart Attwell (ENG) |
| 18 november Vriendschappelijk № 680 «onderlinge duels» 15:30 (UTC) |            | 7' Nikola Žigić |        | Craven Cottage, Londen Toeschouwers: 8.000 Scheidsrechter: Stuart Attwell (ENG) |

FSS · A-internationals · Bondscoaches · Statistieken · Servisch vrouwenelftal · Olympisch elftal · Servië U21 · Servië U20 · Servië U19 · Servië U17 · Servië en Montenegro U19 · Servië en Montenegro U17
2003 – 2006** · 
2006 – 2009 · 
2010 – 2019 ·
2020 − 2029
EK 2008 · 
EK 2012 · 
EK 2016 ·
EK 2020
WK 2006** · 
WK 2010 · 
WK 2014 · 
WK 2018 ·
WK 2022
OS 2004** · 
OS 2008 · 
OS 2012 ·
OS 2016 ·
OS 2020
2006 · 
2007 · 
2008 · 
2009 · 
2010 · 
2011 · 
2012 · 
2013 · 
2014 · 
2015 · 
2016 ·
2017 ·
2018 ·
2019 ·
2020 ·
2021 ·
2022
Albanië ·
Algerije ·
Armenië ·
Australië ·
Azerbeidzjan ·
Bahrein ·
België ·
Bolivia ·
Brazilië ·
Bulgarije ·
Chili ·
China ·
Colombia ·
Costa Rica ·
Cyprus ·
Denemarken ·
Dominicaanse Republiek ·
Duitsland ·
Engeland ·
Estland ·
Faeröer ·
Finland ·
Frankrijk ·
Georgië ·
Ghana ·
Griekenland ·
Honduras ·
Hongarije ·
Ierland ·
Israël ·
Italië ·
Jamaica ·
Japan ·
Jordanië ·
Kameroen ·
Kazachstan ·
Kroatië · 
Litouwen ·
Luxemburg ·
Marokko ·
Mexico ·
Moldavië ·
Montenegro ·
Nieuw-Zeeland ·
Nigeria ·
Noord-Ierland ·
Noord-Macedonië ·
Noorwegen ·
Oekraïne ·
Oostenrijk ·
Panama ·
Paraguay ·
Polen ·
Portugal ·
Qatar ·
Roemenië ·
Rusland ·
Schotland ·
Slovenië ·
Spanje ·
Tsjechië ·
Turkije ·
Verenigde Staten ·
Wales ·
Zuid-Afrika ·
Zuid-Korea ·
Zweden ·
Zwitserland
Brazilië (2018) · 
Costa Rica (2018) · 
Duitsland (2010) · 
Ghana (2010) · 
Kameroen (2022) · 
Zwitserland (2018)
** = Onder de naam Servië en Montenegro
AFC-zone: Afghanistan · Australië · Bahrein · Bangladesh · Bhutan · Brunei · Cambodja · China · Filipijnen · Guam · Hongkong · India · Indonesië · Iran · Irak · Japan · Jemen · Jordanië · Koeweit · Kirgizië · Laos · Libanon · Macau · Maleisië · Maldiven · Mongolië · Myanmar · Nepal · Noord-Korea · Oezbekistan · Oman · Oost-Timor · Pakistan · Palestina · Qatar · Saoedi-Arabië · Singapore · Sri Lanka · Syrië · Tadzjikistan · Taiwan · Thailand · Turkmenistan · Verenigde Arabische Emiraten · Vietnam · Zuid-Korea

CAF-zone: Algerije · Angola · Benin · Botswana · Burkina Faso · Burundi · Centraal-Afrikaanse Republiek · Comoren · Congo-Brazzaville · Congo-Kinshasa · Djibouti · Egypte · Equatoriaal-Guinea · Eritrea · Ethiopië · Gabon · Gambia · Ghana · Guinee · Guinee-Bissau · Ivoorkust · Kaapverdië · Kameroen · Kenia · Lesotho · Liberia · Libië · Madagaskar · Malawi · Mali  ·Mauritanië · Mauritius · Marokko · Mozambique · Namibië · Niger · Nigeria · Oeganda · Rwanda · Sao Tomé en Principe · Senegal · Seychellen · Sierra Leone · Soedan · Somalië · Swaziland · Tanzania · Togo · Tsjaad · Tunesië · Zambia · Zimbabwe · Zuid-Afrika

CONCACAF-zone: Amerikaanse Maagdeneilanden · Anguilla · Antigua en Barbuda · Aruba · Bahama's · Barbados · Belize · Bermuda · Britse Maagdeneilanden · Canada · Kaaimaneilanden · Costa Rica · Cuba · Dominica · Dominicaanse Republiek · El Salvador · Frans Guyana · Grenada · Guadeloupe · Guatemala · Guyana · Haïti · Honduras · Jamaica · Martinique · Mexico · Montserrat · 
Nicaragua · Panama · Puerto Rico · Saint Kitts en Nevis · Saint Lucia · Saint Vincent en de Grenadines · Sint Maarten · Suriname · Trinidad en Tobago · Turks- en Caicoseilanden · Verenigde Staten

CONMEBOL-zone: Argentinië · Bolivia · Brazilië · Chili · Colombia · Ecuador · Paraguay · Peru · Uruguay · Venezuela

OFC-zone: Amerikaans-Samoa · Cookeilanden · Fiji · Nieuw-Caledonië · Nieuw-Zeeland · Papoea-Nieuw-Guinea · Samoa · Salomoneilanden · Tahiti · Tonga · Vanuatu

UEFA-zone: Albanië · Andorra · Armenië · Azerbeidzjan · België · Bosnië en Herzegovina · Bulgarije · Cyprus · Denemarken · Duitsland · Engeland · Estland · Faeröer · Finland · Frankrijk · Georgië · Griekenland · Hongarije · IJsland · Ierland · Israël · Italië · Kazachstan · Kroatië · Letland · Liechtenstein · Litouwen · Luxemburg · Macedonië · Malta · Moldavië · Montenegro · Nederland · Noord-Ierland · Noorwegen · Oekraïne · Oostenrijk · Polen · Portugal · Roemenië · Rusland · San Marino · Schotland · Servië · Servië en Montenegro · Slovenië · Slowakije · Spanje · Tsjechië · Turkije · Wales · Wit-Rusland · Zweden · Zwitserland